# Oregon Route 74
Az Oregon Route 74 (OR-74) egy oregoni állami országút, amely kelet–nyugati irányban a 395-ös szövetségi országút nye-i kereszteződésétől az Interstate 84 és a 30-as szövetségi országút heppneri lehajtójáig halad.
A szakasz Heppner Highway No. 52 néven is ismert, valamint a Blue Mountain Scenic Byway része.

## Leírás
Az útvonal a 395-ös út nyse-i elágazásában indul nyugat–északnyugati irányban. Egy rövid déli kitérő után Pine City kereszteződése következik, ahol az út délnyugat felé fordul. Miután a pálya elhalad a Nyír-patak felett, délnyugat felé tér ki, majd sűrű kanyarok után Lena következik. Az 59. kilométernél az út megérkezik Heppnerbe, ahol észak felé tér le, és egy rövid északnyugati szakaszon a 207-es úttal fonódva halad. Lexingtontól újra önállóan halad tovább, majd nyugatra fordulva eléri Ione-t. Az olexi csomópont után észak felé kanyarogva áthalad Morganon, ezután pedig Cecilt keresztezi, végül eléri az Interstate 84 és a 30-as szövetségi országút közös szakaszának arlingtoni csomópontjához ér.